# 朝ノ霧満
朝ノ霧 満（あさのきり みつる、1977年（昭和52年）1月5日 - ）は、兵庫県明石市出身で若松部屋に所属した元大相撲力士。本名は吉村 福満（よしむら ふくみつ）。最高位は東三段目56枚目（2000年5月場所）。身長179cm、体重105kg。得意手は左四つ、下手投げ。

## 来歴
1992年（平成4年）3月場所に元大関朝潮の若松部屋に入門（部屋の同期に幕下60枚目格付出の朝乃若と朝乃翔がいる）。
当初は比較的小柄な体格の上、すぐに体調を崩す、兄弟子とのコミュニケーションが取れないなどで、脱走は時間の問題と危惧された程だったが、熱心に稽古に勤しみ徐々に力を発揮し、1998年11月場所で三段目に昇進。髪結いは床山以上に上手いという評判であった。
2000年5月場所には、自己最高位である東三段目56枚目に昇進。この場所では千代白鵬（後に幕内昇進）との対戦での反則負け（後述）が尾を引いたのか1勝6敗と大敗。
それから1年後の2001年3月場所に出場したのを最後に引退した。
引退後はスーパーマーケットに勤務した。

## 2000年5月場所での対千代白鵬戦
2000年5月場所7日目、千代白鵬との対戦で組み合いの最中に朝ノ霧の廻し（前褌の部分）が急にゆるみ、行司の待ったも間に合わずに陰部が露わになった。このことにより鳴戸審判長（元横綱隆の里）から物言いがついた後「東方力士の前袋が落ちたので西方力士の勝ちとします」と場内に説明。朝ノ霧は勝負規定第16条に基づき反則負け（不浄負け）となった。
これは、1917年5月場所3日目の十両男嶌と幕下友ノ山との対戦で男嶌が喫して以来、83年ぶりの珍事であった。
この取組は翌日の日刊スポーツにおいて一面トップに掲載され、ロイター通信によって世界にも打電された。また、『相撲で最もまれな負け方』としてギネスブックにも掲載された。
当事者である朝ノ霧は原因について「一時的に身体が痩せた際に廻しが余り過ぎたため短く切ったが、身体が元に戻って今度は足りなくなってしまった」と述べていた。尚、この取組の後、新しい廻し（7メートル5600円）を購入し、古い廻しは後年、好角家の漫画家・やくみつるに譲渡された。
両者の対戦はこの1度限りだったが、この取組が縁となり千代白鵬が朝ノ霧の断髪式に出席して鋏を入れた。また、2005年1月場所で千代白鵬が新十両昇進を確定させた際に、朝ノ霧が日刊スポーツから取材を受けたなどの逸話もある。

## 主な成績
- 通算成績：173勝205敗（55場所）

| | 一月場所 初場所（東京） | 三月場所 春場所（大阪）   | 五月場所 夏場所（東京） | 七月場所 名古屋場所（愛知） | 九月場所 秋場所（東京） | 十一月場所 九州場所（福岡） |
| --- | ----------------------- | ------------------------- | ----------------------- | --------------------------- | ----------------------- | --------------------------- |
| 1992年 （平成4年） | x                       | （前相撲）                | 東序ノ口58枚目 2–5      | 東序ノ口40枚目 2–5          | 西序ノ口45枚目 2–5      | 東序ノ口43枚目 4–3          |
| 1993年 （平成5年） | 東序二段157枚目 3–4     | 東序ノ口8枚目 4–3         | 西序二段128枚目 0–7     | 西序二段184枚目 2–5         | 東序ノ口21枚目 3–4      | 東序ノ口30枚目 4–3          |
| 1994年 （平成6年） | 西序二段175枚目 4–3     | 西序二段144枚目 4–3       | 東序二段114枚目 1–6     | 西序二段161枚目 1–6         | 東序ノ口11枚目 5–2      | 西序二段138枚目 3–4         |
| 1995年 （平成7年） | 東序二段157枚目 4–3     | 西序二段124枚目 2–5       | 西序二段155枚目 5–2     | 西序二段109枚目 1–3         | 西序二段162枚目 5–2     | 西序二段112枚目 2–5         |
| 1996年 （平成8年） | 西序二段150枚目 4–3     | 西序二段117枚目 5–2       | 西序二段60枚目 1–6      | 西序二段106枚目 4–3         | 東序二段80枚目 4–3      | 西序二段53枚目 2–5          |
| 1997年 （平成9年） | 西序二段84枚目 3–4      | 東序二段106枚目 3–4       | 東序二段134枚目 4–3     | 東序二段106枚目 5–2         | 西序二段62枚目 3–4      | 西序二段81枚目 3–4          |
| 1998年 （平成10年） | 東序二段99枚目 4–3      | 東序二段71枚目 4–3        | 東序二段50枚目 4–3      | 西序二段29枚目 4–3          | 西序二段5枚目 5–2       | 東三段目73枚目 4–3          |
| 1999年 （平成11年） | 西三段目56枚目 1–6      | 西三段目89枚目 4–3        | 東三段目71枚目 2–5      | 西三段目95枚目 4–3          | 西三段目76枚目 2–5      | 東三段目99枚目 5–2          |
| 2000年 （平成12年） | 東三段目65枚目 2–5      | 東三段目87枚目 5–2        | 東三段目56枚目 1–6      | 東三段目92枚目 1–6          | 東序二段22枚目 4–3      | 東序二段3枚目 5–2           |
| 2001年 （平成13年） | 東三段目71枚目 3–4      | 西三段目87枚目 引退 5–2–0 | x                       | x                           | x                       | x                           |
| 各欄の数字は、「勝ち-負け-休場」を示す。 優勝 引退 休場 十両 幕下 三賞：敢=敢闘賞、殊=殊勲賞、技=技能賞 その他：★=金星 番付階級：幕内 - 十両 - 幕下 - 三段目 - 序二段 - 序ノ口 幕内序列：横綱 - 大関 - 関脇 - 小結 - 前頭（「#数字」は各位内の序列） |                         |                           |                         |                             |                         |                             |

## 改名歴
- 若吉村 福満（わかよしむら ふくみつ）1992年3月場所〜1995年9月場所
- 朝ノ霧 満（あさのきり みつる）1995年11月場所〜2001年3月場所